# Warandeputten

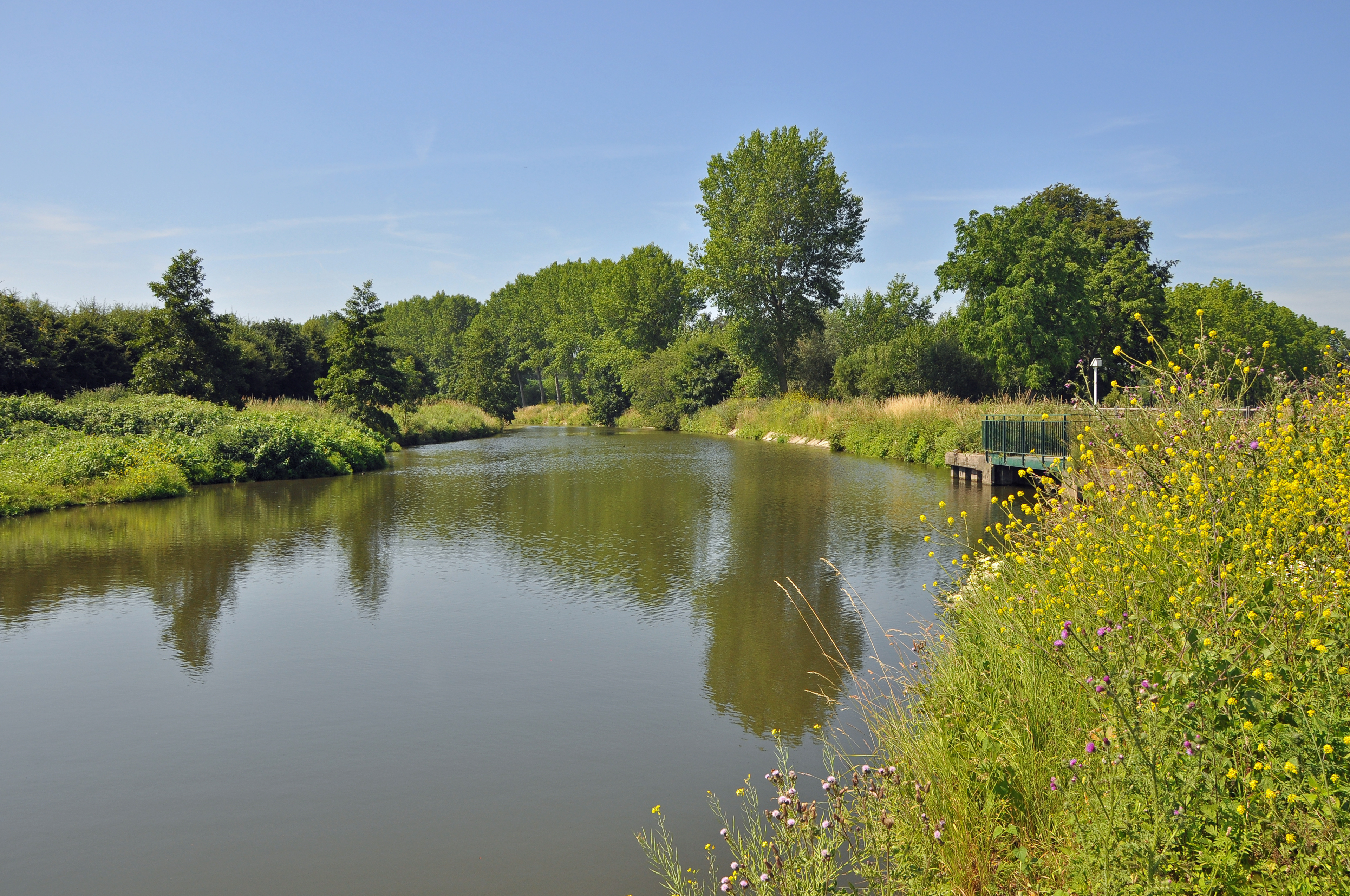

De Warandeputten, gelegen in Moerbrugge is een waterrijk natuurgebied, tussen het kanaal Gent-Brugge en de spoorlijn 50A tussen Brugge en Gent. Het gebied is Europees beschermd als onderdeel van Natura 2000-gebied  Bossen, heiden en valleigebieden van Zandig Vlaanderen: westelijk deel.
Sinds de inrichting in 2002 is het in beheer van Natuurpunt.
Een vaste gast in dit natuurgebied is de ijsvogel.